# Campionati francesi di sci alpino 1985
Ai Campionati francesi di sci alpino 1985 furono assegnati i titoli di discesa libera, slalom gigante, slalom speciale e combinata, sia maschili sia femminili.

## Risultati
| Specialità      | Uomini           | Donne            |
| --------------- | ---------------- | ---------------- |
| Discesa libera  | Luc Alphand      | Claudine Emonet  |
| Slalom gigante  | Yves Tavernier   | Carole Merle     |
| Slalom speciale | Christian Gaidet | Perrine Pelen    |
| Combinata       | Franck Piccard   | Florence Masnada |